# Thepphithak Chindavong
Thepphithak Chindavong (in lao: ເທບພິທັກ ຈິນດາວົງ; 2 febbraio 1991) è un ex nuotatore laotiano, specializzato nello stile libero.

## Biografia
Venne convocato ai mondiali di Melbourne 2007 in cui non riuscì a superare le batterie dei Nuoto ai campionati mondiali di nuoto 2007 - 50 metri stile libero maschili.
Rappresentò il Laos ai Giochi olimpici estivi di Pechino 2008, dove ottenne il 90º tempo nelle batterie dei 50 m stile libero e fu eliminato.